# マンショ小西
小西 マンショ（こにし マンショ、慶長5年（1600年） - 正保元年（1644年））は、江戸時代初期のキリスト教司祭。小西マリアの子。

## 生涯
慶長5年（1600年）、小西マリアの子として対馬に生まれる。実父は対馬藩主・宗義智とされる。
母・小西マリアはキリシタン大名で知られる小西行長の娘で自身もキリシタンだった。行長が関ヶ原の戦いで西軍の主力の一角を担ったことで処刑されたため、夫の宗義智から離縁され、小西母子は九州に追放された。そのため彼は宗義智の子と認知されず母方の姓を名乗ったとされる。母の影響で島原半島有馬八良尾のセミナリオでキリスト教を学んだ。
慶長19年（1614年）のキリシタン追放令でマカオに追放された後、ペトロ岐部やミゲル・ミノエスとともにゴアに渡るが、現地のカルヴァリヨ管区長の日本人への偏見のため受け入れを拒否される。この間、原マルティノの支援を受けた。その後、海路でアフリカ喜望峰を経てポルトガルに到着、コインブラ大学で学んだ。ペトロ岐部が司祭となってポルトガルに赴いた際にはまだサン・ロケ教会の学舎で学んでおり、岐部は現地の司祭にマンショのことを頼んでいる。それからローマへ渡り、元和10年（1624年）8月28日イエズス会に入会を認められ、聖アンドレ修練院で学んだ。経済的に恵まれていたらしく、入学時の所持品記録には多くの衣類の記載がある。また、履修科目は神学と人文学であった。寛永4年（1627年）司祭の位を得た。
寛永9年（1632年）に海路から日本に帰国し、畿内で布教活動を行った。このとき日本国内に存在していた司祭の中ではジョアン・バスティスタ・ポッロ、マルティーニョ式見、ディオゴ結城神父に次ぐ序列第四位に位置付けられており（第五位はペトロ岐部神父）、上位3名が殉教した場合には日本管区を引き継ぐことになっていた（ただし彼を含む4人の日本人司祭は資格が不足していたため、管区長とはならず上長となることが巡察師ディアスの書簡に記されている）。
正保元年（1644年）に捕縛され、高山右近の旧領・音羽で処刑され殉教した。殉教地は飛騨高山ともいう。
彼の死によって日本国内に正式に叙階されたカトリックの日本人司祭は存在しなくなり、以後明治時代まで日本人司祭は誕生しなかった。